# 파라오 목록
이집트 파라오 목록은 기원전 30년, 아우구스투스 카이사르(옥타비아누스)에 의해 이집트가 로마의 속주가 될 때까지 이집트를 지배하였던 파라오들의 목록이다.

## 현존하는 고대 이집트의 연대기
- 마네토(Manetho)의 《이집트에 대한 주석》 : 이집트 통일에서 넥타네보 2세까지 30개 왕조로 나눈다. 역사 이전의 신들의 계보도 포함되어 있다.
- 팔레르모 석(Palermo stone) : 이집트 제5왕조의 유물로 이집트 제1왕조 이전 선왕조(Predynasty) 말기의 왕들부터 제5왕조의 네페리르카레까지 적혀 있다.
- 토리노 파피루스(Turin Royal Canon) : 사르데냐 왕이 소유하던 물건으로, 300명이 넘는 왕들의 이름이 적혀 있다. 제19왕조 때의 유물로 추정되며, 현존하는 연대기 중 가장 많은 것이 담겨 있지만, 보존상태가 좋지 못해 많은 부분이 부정확하게 남겨져 있다.
- 아비도스 왕 목록(Abydos King List) : 이집트 제19왕조의 유물로, 세티 1세까지 적혀 있다. 제1중간기 일부와 제2중간기의 왕들의 이름은 없다.
- 카르나크 왕 목록(Karnak King List) : 투트모세 3세까지 적혀있으며, 제2중간기의 왕들도 포함되어 있다.
- 사카라 석판(Saqqara Tablet) : 제1왕조의 아네지브부터 람세스 2세까지 적혀 있으며, 제2중간기의 왕들의 이름은 없다.
- 남사카라 석관덮개(South Saqqara Stone) : 1930년대에 발견된 것으로, 페피 1세의 왕비인 안케센페피의 석관 뚜껑이다. 이집트 제6왕조 파라오들의 이름이 나열되어 있다.

## 전설 시기
신들의 첫 번째 시기
마네토의 저서와 팔레르모 석, 토리노 파피루스에는 역사 시기 이전의 8명의 신들의 이름이 적혀 있다.
- 프타
- 라 - 태양
- 슈 - 공기
- 게브 - 대지
- 오시리스 - 죽음
- 세트 - 파괴
- 호루스 - 하늘의 신
- 토트 - 지혜, 지식
- 마트 - 진실

<그 이후>
튜린 파피루스
- 신들의 두 번째 시기
- 3아추-시기
- 호루스의 제자들의 시기

마네토
- 반인반신 왕들의 시기
- 멤피스의 30명의 왕들의 시기 = 길이: 약1790년
- 티스의 10명의 왕들의 시기 = 길이: 약350년

## 초기왕조
하이집트와 상이집트가 별도의 왕국으로 있을 때와 1,2 왕조를 포함한다. 상하 이집트 시대는 '원왕조 시대'(Protodynastic Period)라고 부르기도 한다.

### 초기 왕조하이집트
- 하이집트는 검은 땅으로 알려져 있으며 북 나일강과 나일 삼각주로 구성된 지역 국가이다. 다음 파라오의 목록이 완전하지 않을 수 있다.

| 이름   | 재위 기간       | 비고 |
| ------ | --------------- | ---- |
| 흐세큐 | (연도 불분명)   |      |
| 카유   | (연도 불분명)   |      |
| 티우   | (연도 불분명)   |      |
| 트헤쉬 | (연도 불분명)   |      |
| 네헤브 | (연도 불분명)   |      |
| 와즈너 | 기원전 3100년경 |      |
| 메크   | (연도 불분명)   |      |

### 초기 왕조상이집트
- 상 이집트는 붉은 땅으로 알려져 있으며 남 나일강과 사막으로 구성된 국가이다. 최고의 무덤 움 엘 카아브는 스콜피온 표식을 지닌다. 파라오 나르메르는 상하 이집트를 통합하였다.
- 현재는 초기 왕조 상 이집트의 파라오가 총 14명이 재위 한 것으로 본다.(나르메르 제외)

| 이름       | 초상 | 재위 기간       | 비고                                                                                        |
| ---------- | ---- | --------------- | ------------------------------------------------------------------------------------------- |
| 파라오 U-k |      | (연도 불분명)   |                                                                                             |
| 전갈왕 1세 |      | 기원전 3200년경 |                                                                                             |
| 파라오 U-i |      | (연도 불분명)   |                                                                                             |
| 이리-호르  |      | 기원전 3150년경 |                                                                                             |
| 세켐-카    |      | 기원전 3100년경 |                                                                                             |
| 전갈왕 2세 |      | 기원전 3100년경 | 아마도 세르케트(Serqet)이라고 발음되었다. 그러나 불분명하며 나르메르와 동일 인물일 수 있다. |

### 제1왕조
- 첫 통일 왕조로, 기원전 31세기 경부터 ~ 기원전 2890년까지 존속하였다.

| 이름       | 초상 | 재위 기간       | 비고 |
| ---------- | ---- | --------------- | --- |
| 나르메르   |      | 30년 이상 통치  | 마네토가 기록한 메네스와 동일 인물로 추정될 수 있다. 상하 이집트를 통일한 군주이다. 나르메르 전에 '전갈 왕'이라는 왕이 통치 하였다는 설이 있다. |
| 호르-아하  |      | 기원전 3050년경 | 나르메르의 아들로 추정되며, 통일 왕권을 확립하였다.                                                                                             |
| 제르       |      | 57년 통치       | |
| 제트       |      | (연도 불분명)   | |
| 메르네이트 |      | (연도 불분명)   | 제르의 왕비로 덴이 어렸을 때 섭정했다. 최초의 여성 파라오이다.                                                                                  |
| 덴         |      | 10여년 통치     | |
| 아네지브   |      | 26년 통치       | 후계자인 세메르케트와 갈등이 있었다. |
| 세메르케트 |      | 10여년 통치     | |
| 카아       |      | 20여년 통치     | |

### 제2왕조
- 이집트 제2왕조 - 기원전 2890년 ~ 기원전 2686년 : 이집트 제1왕조를 대체한 왕조인 것은 사실이지만, 제1왕조와 마찬가지로 아비도스 출신의 왕가였다.

| 이름                | 초상 | 재위 기간        | 비고                  |
| ------------------- | ---- | ---------------- | --------------------- |
| 헤텝세켐위          |      | 25년 ~ 29년 재위 |                       |
| 라네브              |      | 10년 ~ 14년 재위 |                       |
| 니네체르            |      | 43 ~ 45년 재위   |                       |
| 웨네그              |      | (연도 불분명)    | 왕 목록에만 등장한다. |
| 세네지              |      | (연도 불분명)    | 왕 목록에만 등장한다. |
| 세트-페리브센       |      | 17년             |                       |
| 세케리브-페렌마하트 |      | (연도 불분명)    |                       |
| 카세켐위            |      | 17년 ~ 18년 재위 |                       |

## 고왕국
기원전 2686년에서 기원전 2181년까지로 제3왕조에서 제6왕조까지의 시기이다. "첫 병"이라 불리는 첫 중간기가 따른다. 고왕국의 이집트 수도는 멤피스이다. 그곳에 조세르가 왕궁을 세웠다. 또한, 수많은 피라미드가 건설되어 피라미드 시대라 불린다.

### 제3왕조
- 이집트 제3왕조 - 기원전 2686년 ~ 기원전 2613년 : 고왕국 시기를 열었다.

| 이름     | 초상 | 재위 기간                     | 비고                                           |
| -------- | ---- | ----------------------------- | ---------------------------------------------- |
| 사나크테 |      | 기원전 2686년 ~ 기원전 2668년 |                                                |
| 조세르   |      | 기원전 2668년 ~ 기원전 2649년 | 최초의 석조 건축물인 계단형 피라미드를 남겼다. |
| 세켐케트 |      | 기원전 2649년 ~ 기원전 2643년 |                                                |
| 카바     |      | 기원전 2643년 ~ 기원전 2637년 |                                                |
| 카하제트 |      | (연도 불분명)                 | 후니와 동일인물일 수 있다.                     |
| 후니     |      | 기원전 2637년 ~ 기원전 2613년 | 최초의 정방형 피라미드를 남겼다.               |

### 제4왕조
- 이집트 제4왕조 - 기원전 2613년 ~ 기원전 2500년 : 피라미드의 황금기이다. 쿠푸, 카프레, 멘카우레 3대가 기자의 대피라미드 단지를 건설하였다. 이들이 지은 피라미드가 이후 피라미드의 모범이 된 것은 물론, 전체 고대 이집트 역사에서 가장 높고 크다.

| 이름       | 초상 | 재위 기간                     | 비고                        |
| ---------- | ---- | ----------------------------- | --------------------------- |
| 스네프루   |      | 기원전 2613년 ~ 기원전 2589년 |                             |
| 쿠푸       |      | 기원전 2589년 ~ 기원전 2566년 | 기자의 대피라미드를 지었다. |
| 제데프레   |      | 기원전 2566년 ~ 기원전 2558년 |                             |
| 카프레     |      | 기원전 2558년 ~ 기원전 2532년 | 제2피라미드를 지었다.       |
| 멘카우레   |      | 기원전 2532년 ~ 기원전 2504년 | 제3피라미드를 지었다.       |
| 솁세스카프 |      | 기원전 2504년 ~ 기원전 2500년 |                             |

### 제5왕조
- 이집트 제5왕조 - 기원전 2498년 ~ 기원전 2345년

| 이름                | 초상 | 재위 기간                     | 비고 |
| ------------------- | ---- | ----------------------------- | ---- |
| 우세르카프          |      | 기원전 2498년 ~ 기원전 2491년 |      |
| 사후레              |      | 기원전 2491년 ~ 기원전 2477년 |      |
| 네페리르카레 카카이 |      | 기원전 2477년 ~ 기원전 2467년 |      |
| 솁세스카레          |      | 기원전 2467년 ~ 기원전 2460년 |      |
| 네페레프레          |      | 기원전 2460년 ~ 기원전 2458년 |      |
| 니우세르레          |      | 기원전 2458년 ~ 기원전 2422년 |      |
| 멘카우호르          |      | 기원전 2422년 ~ 기원전 2414년 |      |
| 제드카레            |      | 기원전 2414년 ~ 기원전 2375년 |      |
| 우나스              |      | 기원전 2375년 ~ 기원전 2345년 |      |

### 제6왕조
- 이집트 제6왕조 - 기원전 2345년 ~ 기원전 2181년

| 이름       | 초상 | 재위 기간                     | 비고                                            |
| ---------- | ---- | ----------------------------- | ----------------------------------------------- |
| 테티       |      | 기원전 2345년 ~ 기원전 2333년 |                                                 |
| 우세르카레 |      | 기원전 2333년 ~ 기원전 2332년 | 아비도스 왕 목록에 나오는 파라오.               |
| 페피 1세   |      | 기원전 2332년 ~ 기원전 2283년 |                                                 |
| 메렌레     |      | 기원전 2283년 ~ 기원전 2278년 |                                                 |
| 페피 2세   |      | 기원전 2278년 ~ 기원전 2184년 | 이집트 역사상 가장 오래 재위한 파라오.          |
| 메렌레 2세 |      | 기원전 2184년                 | 페피 2세의 아들.                                |
| 니토크리스 |      | 기원전 2184년 ~ 기원전 2181년 | 메렌레 2세의 부인으로 헤로도토스의 저서에 등장. |

## 제1중간기

### 제7, 8왕조
- 이집트 제7, 8왕조 - 기원전 2181년 ~ 기원전 2160년

아래의 목록은 '알려진' 역대 파라오의 목록이며, 대부분의 파라오들은 아비도스 왕 목록과 토리노 파피루스의 기록 이외의 유적을 남기지 않았다. 또한, 아래의 구별은 잠정적인 것으로, 고고학적 유물 등으로 명확히 뒷받침되지는 못한 것이다.

#### 제7왕조
| 이름              | 초상 | 재위 기간 | 비고 |
| ----------------- | ---- | --------- | --- |
| 네티에르카레      |      |           | 아비도스 왕 목록의 40번이다. |
| 멘카레            |      |           | 아비도스 왕 목록에만 등장한다. |
| 네페르카레 2세    |      |           | 아비도스 왕 목록에만 등장한다. |
| 네페르카레 네비   |      |           | 아비도스 왕 목록에 등장하며, 다른 파라오들보다 명확하게 쓰여져 있다. 또한 그의 이름은 그의 어머니인 안케센페피의 무덤과 석관에 나타난다. |
| 제드카레 셰마이   |      |           | 아비도스 왕 목록에만 등장한다. |
| 네페르카레 켄두   |      |           | 아비도스 왕 목록에만 등장한다. |
| 메렌호르          |      |           | 아비도스 왕 목록에만 등장한다. |
| 네페르카민        |      |           | 아비도스 왕 목록에만 등장한다. |
| 니카레            |      |           | 아비도스 왕 목록에만 등장한다. |
| 네페르카레 테레루 |      |           | 아비도스 왕 목록에만 등장한다. |
| 네페르카호르      |      |           | 아비도스 왕 목록에만 등장한다. |

#### 제8왕조
| 이름                  | 초상 | 재위 기간 | 비고 |
| --------------------- | ---- | --------- | --- |
| 네페르카레 페피세네브 |      |           | 아비도스 왕 목록과 토리노 파피루스에 등장한다. 토리노 파피루스가 제7왕조의 파라오들을 생략함에 따라, 제8왕조의 첫 파라오로 간주되고 있으나, 명확한 증거는 없다.                                                |
| 네페르카민 아누       |      |           | 아비도스 왕 목록과 토리노 파피루스에 등장한다. |
| 카카레 이비           |      | 2년 1개월 | 알려진 바로는 사카라에 작은 피라미드를 남긴 제8왕조의 유일한 파라오이다. 토리노 파피루스에 의하면 2년 1달 1일을 통치하였다.                                                                                    |
| 네페르카우레 2세      |      | 4년 2개월 | 아비도스 왕 목록과 토리노 파피루스에 등장한다. 토리노 파피루스 상으로는 제8왕조의 파라오들 중 가장 긴 4년 2달을 통치하였다.                                                                                    |
| 네페르카우호르        |      |           | 아비도스 왕 목록에만 등장한다. 같은 위치의 토리노 파피루스에는 그의 이름이 유실되어 보이지 않는다. |
| 네페리르카레          |      |           | 아비도스 왕 목록에만 등장하며, 같은 위치의 토리노 파피루스에는 그의 이름이 유실되어 보이지 않는다. 아비도스 왕 목록 상으로는 제1중간기의 마지막 파라오이며, 그의 다음에는 이집트 제11왕조의 파라오가 나타난다. |
| 와지카레              |      |           | 데미지브타위(Demedj-ib-taui)라는 호루스 이름이 남아 있으며, 칙령을 남긴 흔적이 있으나, 왕 목록에는 나타나지 않는다.                                                                                            |

### 제9왕조
- 이집트 제9왕조 - 기원전 2160년 ~ 기원전 2130년 : 헤라클레오폴리스에 자리잡았다.

| 이름                 | 초상 | 재위 기간 | 비고 |
| -------------------- | ---- | --------- | --- |
| 케티 1세             |      |           | 제9왕조의 건립자로, 마네토의 기록에는 '아치토에스'로 등장한다.                                                       |
| 무명의 파라오        |      |           | 기록된 이름이 유실된 파라오이다.                                                                                     |
| 네페르카레 7세       |      |           | 테베 남쪽 알-모알라에 그의 부하인 안크티피의 기념물이 남아 있으며, 토리노 파피루스 4-20에서도 이름을 찾아볼 수 있다. |
| 케티 2세             |      |           | 토리노 파피루스에 등장한다. 4-21                                                                                     |
| 세넨?                |      |           | 토리노 파피루스에 등장한다. 4-22, 이름이 정확하지 않다.                                                              |
| 케티 3세             |      |           | 토리노 파피루스에 등장한다. 4-23                                                                                     |
| 케티 4세(메리이브레) |      |           | 토리노 파피루스에 등장한다. 4-24                                                                                     |
| 셰드?                |      |           | 토리노 파피루스에 등장한다. 4-25, 이름이 정확하지 않다.                                                              |
| 흐?                  |      |           | 토리노 파피루스에 등장한다. 4-26, 이름이 정확하지 않다.                                                              |

### 제10왕조
- 이집트 제10왕조 - 기원전 2130년경 ~ 기원전 2040년경 : 이집트 제9왕조의 뒤를 이어 헤라클레오폴리스 지방을 다스렸다. 역대 파라오들에 대한 자세한 기록은 남아있지 않다.

| 이름                                 | 초상 | 재위 기간 | 비고                                           |
| ------------------------------------ | ---- | --------- | ---------------------------------------------- |
| 케티 5세(와카레)                     |      |           |                                                |
| 메리하토르                           |      |           |                                                |
| 네페르카레 8세                       |      |           |                                                |
| 케티 6세                             |      |           |                                                |
| 케티 7세                             |      |           | 메리카레를 위한 가르침의 저자일 가능성이 있다. |
| 메리카레                             |      |           |                                                |
| 기타 이름이 알려지지 않은 파라오 3명 |      |           |                                                |

### 제11왕조
- 이집트 제11왕조 - 기원전 2134년 ~ 기원전 1991년 : 제10왕조 태동기에 상이집트 지역의 테베에 건설된 왕조로 기원전 1991년까지 유지되었다.

| 이름           | 초상 | 재위 기간                     | 비고 |
| -------------- | ---- | ----------------------------- | ---- |
| 멘투호테프 1세 |      |                               |      |
| 인테프 1세     |      | 기원전 2134년 ~ 기원전 2117년 |      |
| 인테프 2세     |      | 기원전 2117년 ~ 기원전 2069년 |      |
| 인테프 3세     |      | 기원전 2069년 ~ 기원전 2060년 |      |

## 중왕국

### 제11왕조
| 이름           | 초상 | 재위 기간                     | 비고 |
| -------------- | ---- | ----------------------------- | ---- |
| 멘투호테프 2세 |      | 기원전 2060년 ~ 기원전 2010년 |      |
| 멘투호테프 3세 |      | 기원전 2010년 ~ 기원전 1998년 |      |
| 멘투호테프 4세 |      | 기원전 1997년 ~ 기원전 1991년 |      |

### 제12왕조
- 이집트 제12왕조 - 기원전 1991년 ~ 기원전 1782년

| 이름           | 초상 | 재위 기간                     | 비고                                  |
| -------------- | ---- | ----------------------------- | ------------------------------------- |
| 아메넴헤트 1세 |      | 기원전 1991년 ~ 기원전 1962년 |                                       |
| 세누스레트 1세 |      | 기원전 1971년 ~ 기원전 1926년 | 이칭으로는 세소스트리스 1세로 불린다. |
| 아메넴헤트 2세 |      | 기원전 1929년 ~ 기원전 1895년 |                                       |
| 세누스레트 2세 |      | 기원전 1897년 ~ 기원전 1878년 | 이칭으로는 세소스트리스 2세로 불린다. |
| 세누스레트 3세 |      | 기원전 1878년 ~ 기원전 1841년 | 이칭으로는 세소스트리스 3세로 불린다. |
| 아메넴헤트 3세 |      | 기원전 1842년 ~ 기원전 1797년 |                                       |
| 아메넴하트 4세 |      | 기원전 1798년 ~ 기원전 1786년 |                                       |
| 소베크네프루   |      | 기원전 1785년 ~ 기원전 1782년 | 이집트 역사에 재출현한 여왕이다.      |

## 제2중간기

### 제13왕조
- 이집트 제13왕조 - 기원전 1782년 ~ 기원전 1650년

| 이름                | 초상 | 재위 기간                                                   | 비고                                |
| ------------------- | ---- | ----------------------------------------------------------- | ----------------------------------- |
| 소베크호테프 1세    |      | 기원전 1803년 ~ 기원전 1799년                               | 제13왕조를 창시하였다.              |
| 세켐카레            |      | ?                                                           |                                     |
| 아메헴네트 5세      |      | ?                                                           |                                     |
| 세헤테프레 1세      |      | ?                                                           |                                     |
| 이푸니              |      | ?                                                           |                                     |
| 세앙키브레          |      | ?                                                           |                                     |
| 세멘카레            |      | ?                                                           |                                     |
| 세헤테프레 2세      |      | ?                                                           |                                     |
| 세와지카레          |      | ?                                                           |                                     |
| 네제미브레          |      | 7개월                                                       |                                     |
| 소베크호테프 2세    |      | ?                                                           |                                     |
| 레세네브            |      | 4개월                                                       |                                     |
| 아우이브레 호르     |      | 기원전 1775년?                                              |                                     |
| 세제파카레          |      | 기원전 1769년 ~ 기원전 1766년                               |                                     |
| 웨가프              |      | 기원전 1767년                                               | .                                   |
| 켄제르              |      | 기원전 1765년                                               | 최소 4년 3개월로 즉위하였다고 한다. |
| 이미레메샤우        |      | ?                                                           |                                     |
| 안테프 5세          |      | ?                                                           |                                     |
| 세트 메리브레       |      | ?                                                           |                                     |
| 소베크호테프 3세    |      | 기원전 1755년 ~ 기원전 1752년                               |                                     |
| 네페르호테프 1세    |      | 기원전 1751년 ~ 기원전 1740년                               |                                     |
| 시하토르            |      | 기원전 1739년                                               |                                     |
| 소베크호테프 4세    |      | 기원전 1739년 ~ 기원전 1730년                               |                                     |
| 소베크호테프 5세    |      | 기원전 1730년 ~ 기원전 1725년                               |                                     |
| 소베크호테프 6세    |      | 기원전 1725년                                               |                                     |
| 와이브레 이비아우   |      | 기원전 1723년 ~ 기원전 1714년 기원전 1712년 ~ 기원전 1701년 |                                     |
| 메르네페르레 아이   |      | 기원전 1714년 ~ 기원전 1691년 기원전 1701년 ~ 기원전 1677년 | 재위기간은 23년 8개월.              |
| 이니 1세            |      | 기원전 1691년 ~ 기원전 1689년 기원전 1677년 ~ 기원전 1675년 |                                     |
| 산켄레 세와지투     |      | 기원전 1675년 ~ 기원전 1672년                               |                                     |
| 네페르호테프 2세    |      | ?                                                           |                                     |
| 세와지카레 호리     |      | 5년                                                         |                                     |
| 7년 왕(Seven kings) |      | 기원전 1663년 ~ ?                                           |                                     |

### 제14왕조
- 이집트 제14왕조 - 기원전 1705년경 ~ 기원전 1690년경 : 이집트 제13왕조와 공존했다. 사이스에 수도를 두었다. 여러 자료에 의거하면 제14왕조에는 총 76명의 파라오가 있었다. 하지만 사료 등으로 검증된 파라오는 한 명뿐이다.

| 이름               | 초상 | 재위 기간 | 비고 |
| ------------------ | ---- | --------- | ---- |
| 네헤시             |      |           |      |
| 무명의 파라오 75명 |      |           |      |

### 제15왕조
- 이집트 제15왕조 - 기원전 1663년 ~ 기원전 1535년 : 셈족 계통인 힉소스인들의 이집트에서 건국한 왕조로 비옥한 초승달 지역에서 나와서 나일강 영역에 단명했던 왕국을 세웠다.

| 이름       | 초상 | 재위 기간                         | 비고                              |
| ---------- | ---- | --------------------------------- | --------------------------------- |
| 셰시       |      | 기원전 1674년 ~ ?                 | 재위 기간이 1년 또는 3년이다.     |
| 야쿠브헤르 |      | 기원전 1673년?/기원전 1671년? ~ ? |                                   |
| 키얀       |      | 30년 ~ 40년                       |                                   |
| 아페피 1세 |      | 40년(?)                           | 40년 이상의 재위를 하였다고 한다. |
| 아페피 2세 |      | ?                                 |                                   |

### 제16왕조
- 이집트 제16왕조 - 기원전 1663년 ~ 기원전 1555년 : 이집트 나일강 하류 지방을 다스린 민족적인 왕조이다. 토리노 파피루스에는 여러 왕들의 이름이 나오지만, 실제로 그 존재를 고고학적으로 증명할 수 있는 왕은 두 명뿐이다.

| 이름     | 초상 | 재위 기간 | 비고 |
| -------- | ---- | --------- | ---- |
| 아나테르 |      |           |      |
| 야코바암 |      |           |      |

### 제17왕조
- 이집트 제17왕조 - 기원전 1663년 ~ 기원전 1570년 : 이집트 테베에서 힉소스 왕조에 대항했던 왕조이다.

| 이름                     | 초상 | 재위 기간                     | 비고 |
| ------------------------ | ---- | ----------------------------- | ---- |
| 라호텝                   |      |                               |      |
| 소베켐샤프 1세           |      | 7년                           |      |
| 소베켐사프 2세           |      |                               |      |
| 세켐레 인테프            |      |                               |      |
| 눕케페레 인테프          |      | 3년                           |      |
| 세켐레 헤루흐마트 인테프 |      |                               |      |
| 사나크텐레 타오 1세      |      | ? ~ 기원전 1558년             |      |
| 세케넨레 타오 2세        |      | 기원전 1558년 ~ 기원전 1554년 |      |
| 카모세                   |      | 기원전 1554년 ~ 기원전 1549년 |      |

## 신왕국(이집트 제국)

### 제18왕조
- 이집트 제18왕조 - 기원전 1570년 ~ 기원전 1293년 : 힉소스인을 물리치고 이집트를 재통일.

| 이름                      | 초상 | 재위 기간                     | 비고 |
| ------------------------- | ---- | ----------------------------- | --- |
| 아흐모세 1세              |      |                               | 세케넨레 타오의 아들                                                                                                   |
| 아멘호테프 1세            |      | 기원전 1541년 ~ 기원전 1520년 | |
| 투트모세 1세              |      | 기원전 1520년 ~ 기원전 1492년 | |
| 투트모세 2세              |      | 기원전 1492년 ~ 기원전 1479년 | |
| 투트모세 3세              |      | 기원전 1479년 ~ 기원전 1425년 | 이집트의 나폴레옹으로 불리며 초기에는 그의 계모 하트솁수트가 섭정하였고 그녀의 사후 그는 레반트로 이집트를 확장하였다. |
| 하트셉수트                |      | 기원전 1473년 ~ 기원전 1458년 | 이집트의 여왕. 그녀는 골수암으로 죽었다.                                                                               |
| 아멘호테프 2세            |      | 기원전 1425년 ~ 기원전 1400년 | |
| 투트모세 4세              |      | 기원전 1400년 ~ 기원전 1390년 | |
| 아멘호테프 3세            |      | 기원전 1390년 ~ 기원전 1352년 | 이집트 최고의 부자 파라오                                                                                              |
| 티예                      |      |                               | 아멘호테프 3세의 부인                                                                                                  |
| 아크나톤 (아멘호테프 4세) |      | 기원전 1352년 ~ 기원전 1334년 | 짧은 기간 동안 아텐 유일신주의를 퍼뜨렸다.                                                                             |
| 스멘크카레                |      | 기원전 1334년 ~ 기원전 1333년 | 공동왕. 아크나톤과 공동 집정                                                                                           |
| 네프루네프루 아텐         |      |                               | 섭정왕. 2년 동안 투탕카멘 섭정                                                                                         |
| 투탕카멘                  |      | 기원전 1333년 ~ 기원전 1324년 | 아크나톤과 그의 여동생인 시타멘의 아들로, 아텐 유일신주의를 포기하였다.                                                |
| 케페르케페루레 아이       |      | 기원전 1324년 ~ 기원전 1320년 | 투탕카멘 시절의 정치가로, 투탕카멘의 미망인과 결혼.                                                                    |
| 호렘헤브                  |      | 기원전 1320년 ~ 기원전 1292년 | 투탕카멘 시절의 유명한 장군이다.                                                                                       |

### 제19왕조
- 이집트 제19왕조 - 기원전 1293년 ~ 기원전 1185년

| 이름       | 초상 | 재위 기간                     | 비고 |
| ---------- | ---- | ----------------------------- | --- |
| 람세스 1세 |      | 기원전 1293년 ~ 기원전 1291년 | |
| 세티 1세   |      | 기원전 1291년 ~ 기원전 1278년 | |
| 람세스 2세 |      | 기원전 1279년 ~ 기원전 1213년 | 기원전 1275년 카데시에서 히타이트와 전투하였고 기원전 1258년 평화조약에 서명하였다. 일부 구약학자들은 그는 모세와 관련있다고 추정하기도 한다. |
| 메르넵타   |      | 기원전 1213년 ~ 기원전 1203년 | |
| 아멘메세스 |      | 기원전 1203년 ~ 기원전 1200년 | |
| 세티 2세   |      | 기원전 1203년 ~ 기원전 1197년 | |
| 시프타     |      | 기원전 1197년 ~ 기원전 1191년 | |
| 투스레트   |      | 기원전 1191년 ~ 기원전 1190년 | 여왕 타우스레트 아마도 세티 2세의 왕후였다.                                                                                                   |

### 제20왕조
- 이집트 제20왕조 - 기원전 1185년 ~ 기원전 1069년

| 이름        | 초상 | 재위 기간                     | 비고 |
| ----------- | ---- | ----------------------------- | ---- |
| 세트나크테  |      | 기원전 1186년 ~ 기원전 1183년 |      |
| 람세스 3세  |      | 기원전 1183년 ~ 기원전 1152년 |      |
| 람세스 4세  |      | 기원전 1152년 ~ 기원전 1146년 |      |
| 람세스 5세  |      | 기원전 1146년 ~ 기원전 1142년 |      |
| 람세스 6세  |      | 기원전 1142년 ~ 기원전 1134년 |      |
| 람세스 7세  |      | 기원전 1134년 ~ 기원전 1126년 |      |
| 람세스 8세  |      | 기원전 1126년 ~ 기원전 1124년 |      |
| 람세스 9세  |      | 기원전 1124년 ~ 기원전 1106년 |      |
| 람세스 10세 |      | 기원전 1106년 ~ 기원전 1102년 |      |
| 람세스 11세 |      | 기원전 1102년 ~ 기원전 1069년 |      |

## 제3중간기

### 테베의 아멘 대사제단
기원전 1080년부터 기원전 945년까지 상이집트를 지배한 테베의 아멘 대사제단(Theban High Priests of Amun)은 람세스 11세 말기에 독자적인 영역을 구축하였다. 이들은 파라오가 아니었기에 왕조에 들지는 못하지만, 파라오와 같은 위세를 누렸다.
| 이름           | 초상 | 재위 기간 | 비고                                                  |
| -------------- | ---- | --------- | ----------------------------------------------------- |
| 헤리호르       |      |           |                                                       |
| 피안크         |      |           |                                                       |
| 피네젬 1세     |      |           |                                                       |
| 마사헤르타     |      |           |                                                       |
| 멘케페르레     |      |           |                                                       |
| 스멘데스 2세   |      |           |                                                       |
| 피네젬 2세     |      |           |                                                       |
| 프수센네스 3세 |      |           | 제21왕조의 프수센네스 2세와 동일인물이라는 설이 있다. |

### 제21왕조
나일강 삼각주에 자리잡은 타니스의 제21왕조는 전 이집트의 지배자를 자칭했으나, 실제로 상이집트를 지배한 테베의 대사제단보다 미약했다. 기원전 1069년 ~ 기원전 945년
| 이름           | 초상 | 재위 기간                     | 비고 |
| -------------- | ---- | ----------------------------- | ---- |
| 스멘데스 1세   |      | 기원전 1077년 ~ 기원전 1051년 |      |
| 아메넴니수     |      | 기원전 1051년 ~ 기원전 1047년 |      |
| 프수센네스 1세 |      | 기원전 1047년 ~ 기원전 1001년 |      |
| 아메네모페     |      | 기원전 1001년 ~ 기원전 992년  |      |
| 대 오소르콘    |      | 기원전 992년 ~ 기원전 986년   |      |
| 시아멘         |      | 기원전 967년 ~ 기원전 943년   |      |
| 프수센네스 2세 |      | 기원전 967년 ~ 기원전 943년   |      |

### 제22왕조
리비아인 왕조로 기원전 945년 ~ 기원전 715년을 다스렸다.
| 이름         | 초상 | 재위 기간                   | 비고                             |
| ------------ | ---- | --------------------------- | -------------------------------- |
| 셰숑크 1세   |      | 기원전 945년 ~ 기원전 924년 | 성경에는 쉬샤크로 기록되어 있다. |
| 오소르콘 1세 |      | 기원전 924년 ~ 기원전 889년 |                                  |
| 셰숑크 2세   |      | 기원전 890년 ~ 기원전 889년 |                                  |
| 타켈로트 1세 |      | 기원전 889년 ~ 기원전 874년 |                                  |
| 오소르콘 2세 |      | 기원전 874년 ~ 기원전 834년 |                                  |
| 셰숑크 3세   |      | 기원전 834년 ~ 기원전 795년 |                                  |
| 셰숑크 4세   |      | 기원전 795년 ~ 기원전 782년 |                                  |
| 파미         |      | 기원전 782년 ~ 기원전 776년 |                                  |
| 셰숑크 5세   |      | 기원전 776년 ~ 기원전 740년 |                                  |
| 오소르콘 4세 |      | 기원전 740년 ~ 기원전 720년 |                                  |

### 제23왕조
지역 그룹으로 리비아 출신이었으며 타니스 서남쪽의 레온토폴리스에 근거하였다. (기원전 818년 ~ 기원전 715년)
| 이름               | 초상 | 재위 기간                   | 비고                                                          |
| ------------------ | ---- | --------------------------- | ------------------------------------------------------------- |
| 하르시에세         |      | 기원전 880년 ~ 기원전 860년 | 타켈로트 1세, 오소르콘 2세 시기에 테베에서 독자적인 세력 구축 |
| 타켈로트 2세       |      | 기원전 840년 ~ 기원전 815년 |                                                               |
| 페디바스테트       |      | 기원전 829년 ~ 기원전 804년 |                                                               |
| 셰숑크 6세         |      | 기원전 804년 ~ 기원전 798년 |                                                               |
| 오스르콘 3세       |      | 기원전 798년 ~ 기원전 769년 |                                                               |
| 타켈로트 3세       |      | 기원전 774년 ~ 기원전 759년 |                                                               |
| 루다멘             |      | 기원전 759년 ~ 기원전 755년 |                                                               |
| 이우푸트           |      |                             |                                                               |
| 님로트             |      |                             | 이우푸트 시대에 헤르모폴리스에서 즉위                         |
| 페프차우아바스테트 |      |                             | 이우푸트 시대에 헤라클레오폴리스에서 즉위                     |

### 제24왕조
나일강 삼각주의 서부를 점령하던 리비아의 리부가 사이스에 자리를 잡고 파라오를 자칭하였다.
| 이름       | 초상 | 재위 기간                   | 비고                                |
| ---------- | ---- | --------------------------- | ----------------------------------- |
| 테프나크트 |      | 기원전 732년 ~ 기원전 725년 |                                     |
| 바켄레네프 |      | 기원전 725년 ~ 기원전 720년 | 헤라클레스와 논쟁을 벌였던 복코리스 |

### 제25왕조
누비아 인들이 기원전 747년에 이집트로 침입하여 왕좌를 차지하고 25왕조를 세워 기원전 656년까지 다스렸다.
| 이름     | 초상 | 재위 기간                   | 비고 |
| -------- | ---- | --------------------------- | ---- |
| 피이     |      | 기원전 752년 ~ 기원전 721년 |      |
| 샤바카   |      | 기원전 721년 ~ 기원전 707년 |      |
| 셰비쿠   |      | 기원전 707년 ~ 기원전 690년 |      |
| 타하르카 |      | 기원전 690년 ~ 기원전 664년 |      |
| 타누타멘 |      | 기원전 664년 ~ 기원전 656년 |      |

### 제26왕조
사이스에 세워진 왕조. 헤로도토스의 역사에 많이 등장한다. 기원전 664년 ~ 기원전 525년
| 이름                          | 초상 | 재위 기간                   | 비고                                       |
| ----------------------------- | ---- | --------------------------- | ------------------------------------------ |
| 네카우 1세 네코 1세           |      | 기원전 665년 ~ 기원전 664년 |                                            |
| 프삼티크 1세 프삼메티코스 1세 |      | 기원전 664년 ~ 기원전 610년 |                                            |
| 네카우 2세 네코 2세           |      | 기원전 610년 ~ 기원전 595년 | 지중해-홍해를 잇는 운하 건설을 최초로 시도 |
| 프삼티크 2세 프삼메티코스 2세 |      | 기원전 595년 ~ 기원전 589년 |                                            |
| 와히브레 아프리에스           |      | 기원전 589년 ~ 기원전 570년 |                                            |
| 아흐모세 2세 아마시스         |      | 기원전 570년 ~ 기원전 526년 |                                            |
| 프삼티크 3세 프삼메티코스 3세 |      | 기원전 526년 ~ 기원전 525년 |                                            |

## 말기왕조

### 제27왕조- 페르시아의아케메네스 제국
페르시아 아케메네스 왕조의 캄비세스 2세 ~ 다리우스 2세까지 통치한 왕조이다. 기원전 525년 이집트는 페르시아 제국에 의해 정복되었고 기원전 404년까지 페르시아에 복속되어 있었다. 아케메네스의 황제는 이집트의 파라오를 겸했으며, 이것이 제27왕조이다.
| 이름                          | 초상 | 재위 기간                   | 비고 |
| ----------------------------- | ---- | --------------------------- | ---- |
| 캄비세스 2세                  |      | 기원전 525년 ~ 기원전 521년 |      |
| 다리우스 1세 대왕             |      | 기원전 521년 ~ 기원전 486년 |      |
| 크세르크세스 1세 대왕         |      | 기원전 486년 ~ 기원전 465년 |      |
| 아르타크세르크세스 1세 롱핸드 |      | 기원전 464년 ~ 기원전 424년 |      |
| 다리우스 2세                  |      |                             |      |
| 아르타크세르크세스 2세        |      |                             |      |

### 제28왕조
| 이름           | 초상 | 재위 기간                   | 비고                |
| -------------- | ---- | --------------------------- | ------------------- |
| 아미르타이오스 |      | 기원전 404년 ~ 기원전 399년 | 프삼티크 3세의 후손 |

### 제29왕조
존속기간은 기원전 399년 ~ 기원전 380년. 멘데스의 왕가로, 아미르타이오스를 무찌르고 세웠다는 설이 있다.
| 이름           | 초상 | 재위 기간                   | 비고 |
| -------------- | ---- | --------------------------- | ---- |
| 네파아루드 1세 |      | 기원전 398년 ~ 기원전 393년 |      |
| 프삼무테스     |      | 기원전 393년                |      |
| 하코르         |      | 기원전 393년 ~ 기원전 380년 |      |
| 네파아루드 2세 |      | 기원전 380년                |      |

### 제30왕조
제30왕조 제29왕조를 전복하고 기원전 380년부터 기원전 343년까지 이집트를 다스렸다.
| 이름                      | 초상 | 재위 기간                   | 비고 |
| ------------------------- | ---- | --------------------------- | ---- |
| 나크트네베프 넥타네보 1세 |      | 기원전 380년 ~ 기원전 362년 |      |
| 제드호르                  |      | 기원전 362년 ~ 기원전 360년 |      |
| 나크트호레브 넥타네보 2세 |      | 기원전 360년 ~ 기원전 343년 |      |

### 제31왕조-아케메네스 제국의 일부
이집트는 다시 아케메네스 왕조의 통치를 받았다. 존속기간은 기원전 343년 ~ 기원전 332년이다. 제31왕조를 끝으로 페르시아계 왕조시대는 막을 내린다.
| 이름                            | 초상 | 재위 기간                   | 비고                                        |
| ------------------------------- | ---- | --------------------------- | ------------------------------------------- |
| 아르타크세르크세스 3세          |      | 기원전 343년 ~ 기원전 338년 | 이집트는 다시 페르시아의 지배하로 들어갔다. |
| 아르타크세르크세스 4세 아르세스 |      | 기원전 338년 ~ 기원전 336년 | 단지 하이집트만을 다스렸다.                 |
| 다리우스 3세 코도만누스         |      | 기원전 335년 ~ 기원전 332년 | 상이집트가 페르시아의 지배 아래로 돌아왔다. |

## 마케도니아 제국의 지배
마케도니아 왕국의 알렉산드로스 대왕과 그 후손들이 페르시아와 이집트를 정복하였다. 기원전 332년 ~ 기원전 305년 (311년)
| 이름                               | 초상 | 재위 기간                   | 비고 |
| ---------------------------------- | ---- | --------------------------- | --- |
| 알렉산드로스 3세 알렉산드로스 대왕 |      | 기원전 332년 ~ 기원전 323년 | |
| 필리포스 아리다이오스              |      | 기원전 323년 ~ 기원전 317년 | |
| 알렉산드로스 4세                   |      | 기원전 317년 ~ 기원전 309년 | 기원전 311년에 살해당하고 프톨레마이오스 1세가 통치했지만, 공식 기록에는 기원전 309년까지 통치한 것으로 되어있음. |

## 프톨레마이오스 왕조
알렉산드로스 대왕의 휘하 장수이던 프톨레마이오스가 알렉산드로스 대왕 사후 이집트에 자리를 잡고 창건한 왕조. 기원전 305년부터 기원전 30년까지 다스렸다. 프톨레마이오스 왕조를 제32왕조라고 부르기도 한다.
| 이름                          | 초상 | 재위 기간                   | 비고                       |
| ----------------------------- | ---- | --------------------------- | -------------------------- |
| 프톨레마이오스 1세 소테르     |      | 기원전 305년 ~ 기원전 285년 |                            |
| 베레니케 1세                  |      | ? ~ 기원전 285년            | 프톨레마이오스 1세의 아내. |
| 프톨레마이오스 2세 필라델포스 |      | 기원전 288년 ~ 기원전 246년 | 프톨레마이오스 1세의 아들. |
| 아르시노에 1세                |      |                             | 프톨레마이오스 2세의 아내. |
| 아르시노에 2세                |      |                             | 프톨레마이오스 2세의 아내. |
| 프톨레마이오스 3세            |      | 기원전 246년 ~ 기원전 222년 |                            |
| 베레니케 2세                  |      |                             |                            |
| 프톨레마이오스 4세            |      |                             |                            |
| 아르시노에 3세                |      |                             |                            |
| 프톨레마이오스 5세            |      |                             |                            |
| 클레오파트라 1세              |      |                             |                            |
| 프톨레마이오스 6세            |      |                             |                            |
| 클레오파트라 2세              |      |                             |                            |
| 프톨레마이오스 7세            |      |                             |                            |
| 프톨레마이오스 8세            |      |                             |                            |
| 클레오파트라 3세              |      |                             |                            |
| 프톨레마이오스 9세            |      |                             |                            |
| 클레오파트라 4세              |      |                             |                            |
| 프톨레마이오스 10세           |      |                             |                            |
| 프톨레마이오스 11세           |      |                             |                            |
| 프톨레마이오스 12세           |      |                             |                            |
| 클레오파트라 5세              |      |                             |                            |
| 클레오파트라 6세              |      |                             |                            |
| 베레니케 4세                  |      |                             |                            |
| 클레오파트라 7세              |      |                             |                            |
| 프톨레마이오스 13세           |      |                             |                            |
| 아르시노에 4세                |      |                             |                            |
| 프톨레마이오스 14세           |      |                             |                            |
| 프톨레마이오스 15세           |      |                             |                            |

## 로마 제국령 이집트
클레오파트라 7세의 죽음으로 이집트는 완전히 로마 제국의 일부가 되었다. 아우구스투스를 비롯한 로마 제국의 황제들은 이집트를 다른 속지와 다르게 황제 직속령으로 다스렸으며, 예전 페르시아의 지배자들이 그러했듯 파라오의 칭호를 유지하고, 이집트에서만큼은 이집트 파라오의 복장으로 등장해 파라오의 즉위식과 행사를 진행했다. 심지어 이들은 파라오식 카르투슈 이름도 가지고 있었으며, 자신의 얼굴을 새긴 동전 뒷면에 이집트의 풍경이나 이집트의 신들을 등장시키기도 하였다.

## 같이 보기
- 이집트 왕조 목록
- 하나라(夏國)
- 수메르(Sumer)

## 참고 문헌
- Peter A. Clayton 저 / 정영목 역, 파라오의 역사, 까치, 2004
- Nicolas Grimal 저, A History Of Ancient Egypt, Blackwell, 1994